# Barbie en una aventura de sirenas
Barbie in A Mermaid Tale o Barbie en Una Aventura de Sirenas en Hispanoamérica es una película animada por ordenador directa a video y la decimoséptima película de Barbie. Además, es la primera película de Barbie perteneciente a la era moderna y fue lanzada el 9 de marzo de 2010.
Fue la última película en la que Kelly Sheridan prestó su voz a Barbie, siendo sustituida por Diana Kaarina y también fue la última película en cuya introducción se utiliza el logo de "Mattel Entertainment".
La película tuvo una secuela en 2012, Barbie en una Aventura de Sirenas 2.

## Trama
Barbie en Un cuento de sirenas sigue a una chica de dieciséis años llamada Merliah Summers (Liah para los amigos). Ella es una surfista prestigiosa en Malibú y es apodada "la reina de las olas". En el día de una competición de surf, Merliah surfea olas rebeldes cuando su cabello de repente se vuelve rosa al contacto con el agua de mar. Nerviosa de mostrar a todos su cabello, se sumerge bajo el agua y se encuentra con una delfín llamada Zuma. Merliah descubre que ella puede respirar bajo el agua. Zuma lleva a Merliah con sus amigos y luego desaparece. Merliah les dice a sus amigas, Nikki y Teresa lo que pasó y ellas les dicen que solo fue un golpe y Merliah decide irse a casa. Después de contar lo sucedido a su abuelo, Brake, Merliah descubre que ella es mitad sirena. Pensando que sus padres murieron cuando era un bebé, el abuelo le dice a Merliah la verdad. Brake le dice que su padre era un humano llamado Rick y que su madre era una sirena llamada Calissa que gobernó un reino submarino llamada Oceana. Brake le dice que cuando su padre murió, Calissa estaba preocupada por Oceana y pensaba que su malvada hermana, Eris, trataría de gobernar. Al mismo tiempo, Calissa dio a luz a Merliah. Pero Merliah no tenía aleta de sirena y como Calissa no quería que Merliah sufriera ningún daño, ella le dio a Merliah al padre de su marido, Brake (el abuelo de Merliah). Calissa le preguntó si podría criar a Merliah de modo que ella estaría más segura en tierra fuera del dominio de Eris. Funcionó. Luego Eris gobernó y Brake le dijo que Calissa había muerto o estaba en custodia de Eris. Al principio, Merlia no le creyó y les fue a contar a sus amigas la noticia.
Después de decirle a sus amigas la noticia, Teresa se entusiasmó, buscó en internet y concluyó diciendo que el pelo rosa y las respiración bajo el agua es porque Merliah es mitad sirena. En ese momento, Zuma aparece y le dice que es verdad y que además ella es la princesa de Oceana, al mismo tiempo Merliah lanzó el collar que había usado desde que era una niña, y revela que Calissa sigue viva, produciendo Merilia, la fuerza vital de la mar. Ella también le dice que la razón por la cual su pelo es color rosa, y puede respirar bajo el agua, es porque ella es mitad sirena. Luego Merliah decide ir a Oceana para salvar a su madre. En Oceana se encuentra con Aqua y Marina que la quieren ayudar.
Merliah decide recurrir a las sirenas destino (adivinas sirenas que predijeron la derrota de Eris) y estas les dicen que debe buscar La peineta celestial, el pez soñador y el collar protector que posee Eris, mientras encuentran esta cosas, Eris decide buscar a Merliah para desterrarla de Oceana, al encontrarla en su estado humano, Eris crea un remolino para que Merliah no pueda salir de ahí, Merliah al declarar que es una princesa mitad sirena, se transforma en una verdadera sirena, al ver que esta es una verdadera sirena, Eris decide meterla otra vez al remolino, pero ella cae y el remolino la lleva al cañón más profundo del océano, Merliah libera a su madre Calissa, restaura el reino dañado (ya que tenía muy poca Merilia) y la reina le da un collar que la puede transforma en sirena y humana, Merliah regresa a Malibú con su abuelo y al estar en la competencia de surf es la ganadora. También se ve cómo su madre, la reina Calissa, celebra el triunfo de su hija.

## Personajes
- Merliah "Liah" Summers es una chica de 16 años, originaria de Malibu. Apodada "La Reina de las Olas", es una estrella del surf, ya que ha amado el mar desde que tiene memoria. Tras un incidente en una competencia, ella descubre que es mitad sirena, pues su padre, Rick, era un ser humano y su madre una sirena. Rick falleció prematuramente antes de que ella naciera y cuando Calissa, su madre y reina del océano la dio a luz, vio que la niña había nacido con piernas, por lo que la entregó a su abuelo para que la criara, pensando que estaría más segura en la tierra que en el océano. Tiene el pelo rubio con rayas rosas, ojos azules y piel clara.

- Nikki es una de las mejores amigas de Merliah. Es atrevida, abierta y un poco sarcástica, pero es super leal, servicial y una gran amiga. Tiene la piel oscura, pelo negro y ojos marrones.

- Teresa es otra mejor amiga de Merliah. Es soñadora, imaginativa, divertida y un poco distraída. Debido a su personalidad, ella fue la primera en creer la historia de Merliah de que era mitad sirena. Hadley tiene el pelo de color marrón rojizo, ojos verdes, y piel bronceada.

- Aqua y Marina son sirenas súper elegantes y mejores amigas. Son fanáticas de la moda y dueñas de una boutique bajo el mar, donde Merliah recibe una transformación de sirena. Ayudan a Merliah a luchar contra Eris. Aqua tiene el pelo rubio con rayas azules y un atuendo celeste, mientras que Marina tiene el pelo café con rayas púrpura y un atuendo violeta.

- Calissa es la madre de Merliah. Es una reina amorosa y cariñosa. Era la soberana justa y amada de Oceana, hasta que su malvada hermana Eris la capturó y usurpó el trono. Al final, consigue reinar nuevamente. Tiene el pelo rubio claro con rayas celeste claro, los ojas celestes y la piel clara.
- Zuma es una delfín rosa. Es amigable. Es una amiga de Calissa.

- Eris es la hermana de Calissa y le guarda un profundo rencor, ya que no es capaz de producir Merilia. Tras derrocar a Calissa, gobierna Oceana con mano de hierro hasta que aparece su sobrina Merliah para derrotarla. Al final es desterrada al abismo más profundo.

- Brake es el abuelo de Merliah. Adora a su nieta y la apoya en todo. Calissa le pide que crie a Merliah, ya que al haber nacido con piernas, el mar era demasiado peligroso para ella.

- Bigotes es un cachorro de lobo marino. Sus dueñas son Kayla y Xylie.

- Las Destino "Dee, Deanne y Deanndra" son las adivinas fashionistas del mar. Son dueñas de una peluquería bajo el mar, donde Merliah va con ellas para saber como derrocar a Eris y salvar a su madre. Dee tiene el pelo rubio con rayas rosas, Deanne tiene el pelo castaño con rayas celeste y una flor a juego, y Deanndra tiene el pelo castaño con rayas violetas.

- Sirenka es una sirena celebridad en Oceana. Siempre se le ve en compañía de su pez de bolso y siendo fotografiada por paparazzis.

## Reparto
| Personajes      | Voz Original Estados Unidos | Doblaje en Latinoamérica | Doblaje en España  |
| --------------- | --------------------------- | ------------------------ | ------------------ |
| Merliah Summers | Kelly Sheridan              | Paola Mingüer            | Mar Bordallo       |
| Eris            | Kathleen Barr               | Karla Falcón             | Chus Gil           |
| Zuma            | Tabitha St. Germain         | Montserrat Mendoza       | Ana Esther Alborg  |
| Calissa         | Nicole Oliver               | Alma Delia Pérez         | Olga Cano          |
| Syrenka         | Ellen Kennedy               | Maggie Vera              |                    |
| Kayla           | Emma Pierson                | Jessica Ángeles          | Cristina Yuste     |
| Xylie           | Ciara Janson                | Leyla Rangel             | Anahí de la Fuente |
| Fallon          | Nakia Burrise               | Cristina Hernández       | Sandra Jara        |
| Hadley          | Maryke Hendrikse            | Gaby Ugarte              | María Blanco       |